# 쥣펀

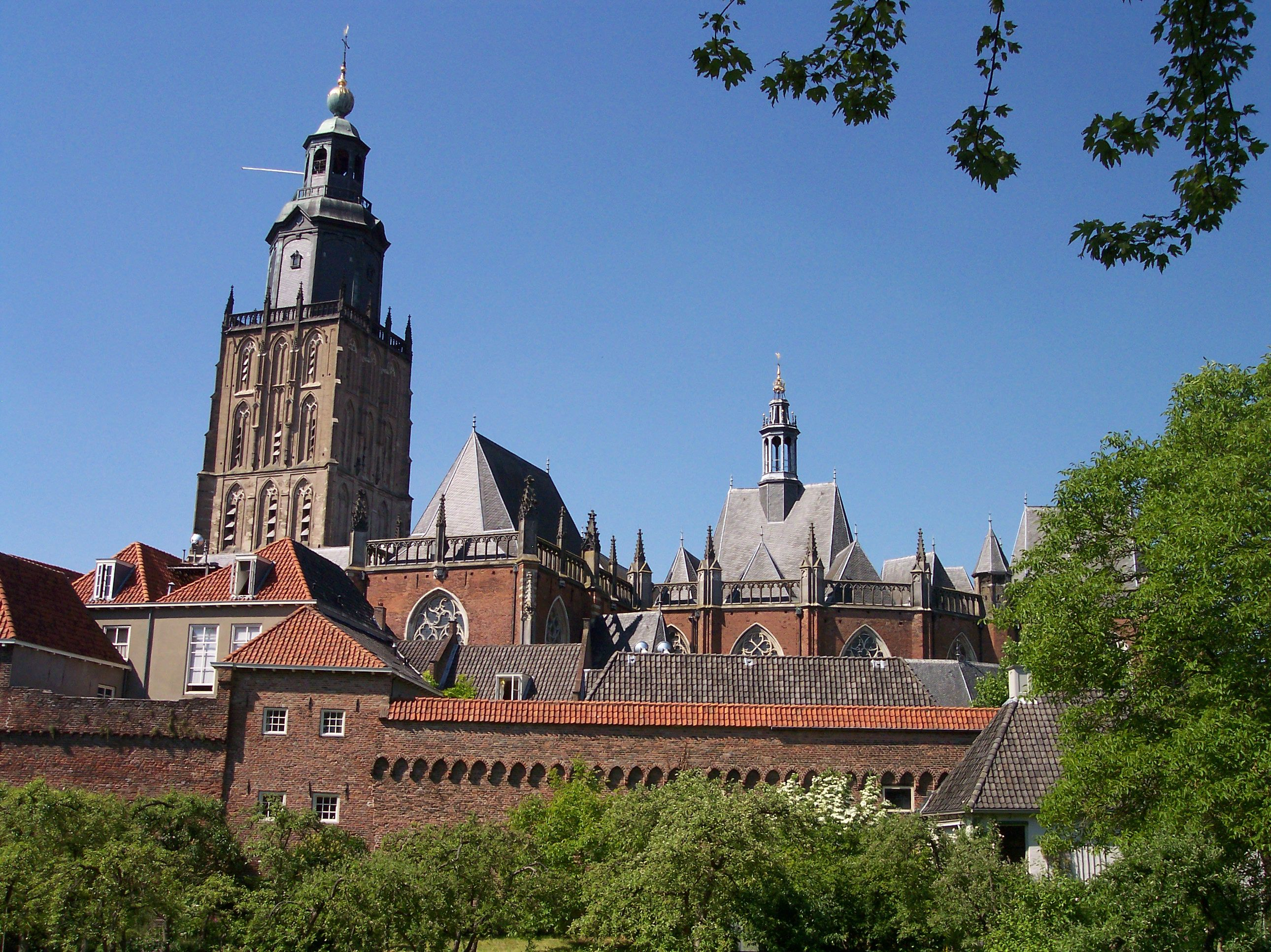
쥣펀

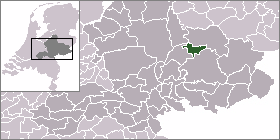
쥣펀의 위치

쥣펀(네덜란드어: Zutphen)은 네덜란드 헬데를란트주의 도시로 면적은 42.93km2, 높이는 10m, 인구는 47,052명(2014년 5월 기준), 인구 밀도는 1,148명/km2이다. 아른험에서 북동쪽으로 약 30km 정도 떨어진 곳에 위치한다.